# Simbúkhovo
Simbúkhovo (en rus: Симбухово) és un poble de l'óblast de Penza, a Rússia, que en el cens del 2010 tenia 602 habitants.